# Amanda Varela
Amanda Varela (Buenos Aires, 24 de octubre de 1911 - Los Ángeles, Estados Unidos; 1 de julio de 2000) fue una actriz argentina. Hizo la mayor parte de su carrera en su país natal y en Estados Unidos.

## Biografía
Era la hermana menor de la actriz Mecha Ortiz y del director José Ortiz, debido a su belleza, talento y estilo enigmático llegó a ser comparada con Greta Garbo. Era pariente del expresidente Roberto Marcelino Ortiz.
Tras una importante carrera en Argentina se radicó en Hollywood por muchos años. Mientras estudiaba bajo contrato en los estudios M.G.M. trabajó en varias películas norteamericanas muy populares.

## Carrera

### Filmografía
- 1930: La canción del gaucho de José A. Ferreyra
- 1937: Melgarejo
- 1937: ¡Segundos afuera! (película) de Alberto Etchebehere y Chas de Cruz
- 1938: La chismosa, junto a Lola Membrives.
- 1939: Papá soltero como Marta Cortez/Teresa
- 1942: El hermano del Falcón (The Falcon's Brother) como Carmela, junto a George Sanders (película estadounidense).
- 1943: Otro soy yo ( filmestadounidense)
- 1944: Mi novia es un fantasma
- 1946: La tía de Carlos, junto a Pedro Quartucci

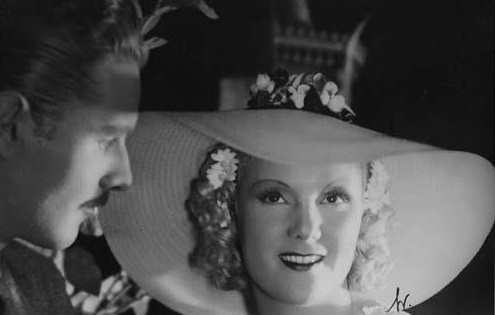
Amanda Varela junto al actor Horacio Velarde en 1938 en el film "La chismosa".

- 1950: El diablo de las vidalas.[2]
- 1950: Servidumbre.

### Teatro
Trabajó en los más famosos teatros argentinos como el teatro Odeón, el teatro Presidente Alvear y teatro Nacional. Junto a estrellas de la talla de Pepe Arias, Eva Franco, Miguel Faust Rocha, Iris Marga, Delia Garcés, Pablo Palitos, Guillermo Battaglia, Dora Peyrano, Niní Gambier, Susana Dupré, Blanca Podestá, Fanny Brena, Nedda Francy, Luis Elías Sojit, el "Trío Calaveras", Delfina Vidal y muchos más. Y bajo la direcciones del Dr. Enrique Sussini, Mario Danesi y el maestro Narciso Ibáñez Menta.
En el teatro Mayan de Los Ángeles fue contratada por la compañía Teatro Popular de México bajo la dirección del Sr. Luis G. Basurto.
Entre las numerosas obras que interpretó destácan:
- Baile en el Savoy junto con su hermana Mecha
- La payariega (1935)
- Madame Lynch
- Tierra extraña
- Luna de miel para tres (1947)
- Romeo y Julieta (1948) junto a Miguel Faust Rocha.
- Tovarich (en Estados Unidos), de Jacques de Val, dirigida por Mark Ranhar.
- El escándalo de la verdad (en Estados Unidos)
- Miércoles de cenizas (en Estados Unidos)
- Cada quien su vida (en Estados Unidos)

### Otras actividades
En 1934 integró el NEA ("Núcleo de Escritores y Autores") junto con otros actores como Rosa Catá, Luisa Vehil, Iris Marga, Guillermo Battaglia, Ana Gryn, Gloria Ferrandiz, Francisco Petrone, Juan Vehil, Homero Cárpena, Miguel Mileo, Tulia Ciámpoli y Sebastián Chiola.

## Vida privada
Varela tuvo un romance por varios años con el famoso pianista José Iturbi. Según antecedentes históricos fue una de las actrices "candidatas"  para formar pareja con el expresidente de la nación Juan Domingo Perón, irónicamente, en épocas en la que ella estaba interpretando una obra teatral junto a Eva Duarte.

## Últimos años y fallecimiento
Amanda Varela en sus últimos años se retiró del mundo artístico para dedicarse a su labor como juez en la función específica de legalizar matrimonios. Falleció de causas naturales el 1 de julio del 2000 en un hospital de Los Ángeles, California. Tenía 88 años.